# Furkajoch
Das Furkajoch ist ein Gebirgspass (Passhöhe 1759 m ü. A., bis 14 % Steigung) in den Alpen (Ostalpen, Nördliche Kalkalpen). Es befindet sich in Österreich (Bundesland Vorarlberg) und verbindet das Tal der Bregenzer Ach (Bregenzerwald) bei Damüls mit dem Tal der Frutz (Laternsertal) bei Laterns.
Das Furkajoch (italienisch forca ‚Bergpass‘, Name mit rätoromanischen Wurzeln) ist ein Passübergang mit alter, aber rein lokaler Bedeutung. Entsprechend einfach war der Passweg ausgebaut, der bis in jüngerer Zeit kaum mehr als ein Naturweg war. Zwischen 1963 und 1966 baute eine Vorarlberger Firma einen Güterweg zwischen Laterns und Damüls. 1970 wurde dieser Güterweg asphaltiert und zur Landesstraße L 51 Laternser Straße Rankweil – Laterns – Damüls erklärt. Die Strecke ist bei Motorradfahrern beliebt und im Winter gesperrt. Die L 51 ist eine der ganz wenigen Straßen im Naturschutzgebiet Hohe Kugel - Hoher Freschen - Mellental.